# فیلم جاده‌ای

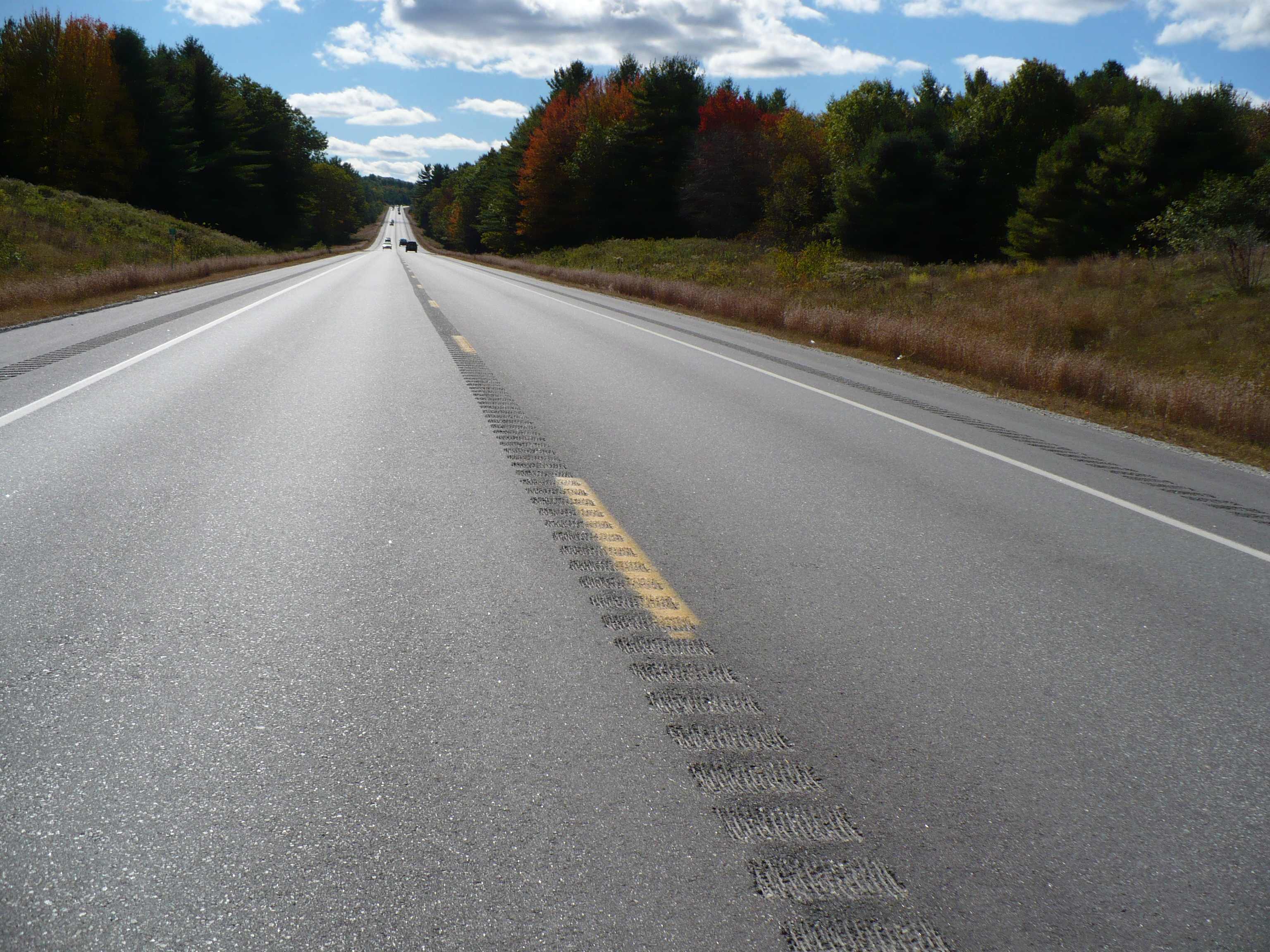
نمایی از دید یک قهرمان فیلم جاده‌ای

فیلم جاده‌ای یکی از ژانرهای فیلم سینمایی است که در آن شخصیت اصلی فیلم خانه خود را برای سفر کردن ترک می‌کند. فیلم‌هایی مانند احمق و احمق‌تر و مکس دیوانه در این ژانر قرار دارند.

این ژانر سینمایی ریشه در داستان‌های حماسی گذشته مانند ادیسه و انه‌اید دارد که در آنها قهرمان داستان همواره در سفر است. فیلم جاده‌ای در سینمای آمریکا به‌وجود آمد و بعد از جنگ جهانی دوم گسترش یافت.